# فلزات زیست‌جذب‌پذیر

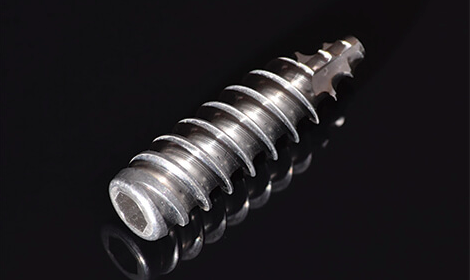
پیچ مورد استفاده در درمان شکستگی استخوان که از منیزیم ساخته شده‌است و توسط بدن جذب می‌شود.

فلزات زیست‌جذب‌پذیر (به انگلیسی: Bioresorbable metals) فلزات یا آلیاژهایی از آن‌ها هستند که به صورت ایمن در داخل بدن جذب یا تخریب می‌شوند. مواد زیست‌سازگار جذب‌پذیر، دسته جدیدی از مواد به صورت زیستی فعال (Bioactive) هستند که در درمان بافت آسیب‌دیده کمک می‌کنند و سپس جذب بدن شده یا دفع می‌شوند. از پلیمرها و فلزات به عنوان مواد زیست‌جذب‌پذیر استفاده می‌شود. اولین فلزات در این دسته، آلیاژهای پایهٔ منیزیم و آهن هستند و اخیراً تحقیقاتی نیز دربارهٔ فلز روی انجام شده‌است. استفاده‌های اصلی از این فلزات، کاربرد آن‌ها به عنوان استنت (Stent) در رگ‌های خونی و دیگر مجراهای داخلی است. همچنین این نوع فلزات در کاربردهای ارتوپدیک و ایمپلنت‌های مربوط به کودکان استفاده می‌شود.

## هدف از توسعه فلزات زیست‌جذب‌پذیر
برخی از مشکلات درمانی مانند شکستگی‌ها، فقط به ایمپلنت‌های موقت برای درمان احتیاج دارند. این کمک موقتی می‌تواند توسط ایمپلنت‌هایی که به مرور زمان توسط بدن جذب می‌شوند، ارائه شود. مسئله ای که موجب تحقیقات بر روی این فلزات برای توسعه آن‌ها می‌شود، قابلیت آن‌ها برای ارائهٔ خصوصیات مکانیکی مانند فلزات، در هنگام جذب شدن ایمن توسط بدن است. این موضوع به خصوص در کاربردهای ارتوپدیک، جایی که جراحان نیاز به استفادهٔ از ایمپلنت موقتی (این نوع ایمپلنت اجازه می‌دهد تا بافت اطراف ترمیم شود) دارند، مهم می‌شود؛ این در حالی است که بیشتر فلزات زیست سازگار امروزه دائمی هستند (مانند فولادهای زنگ نزن و تیتانیوم). جذب شدن فلز به این معنا است که نیازی به جراحی دوم برای خارج کردن ایمپلنت بعد از کارکرد زیستی آن، نیست و بنابراین هم در هزینه‌ها و هم در زمان صرفه جویی می‌شود. به علاوه، مواد حاصل از خوردگی در فلزات زیست سازگار کنونی، (این فلزات در بدن مقداری دچار خوردگی می‌شوند) معمولاً زیست سازگار تصور نمی‌شوند.

## کاربردهای بالقوه
فلزات زیست‌جذب‌پذیر دارای تعدادی کاربرد مانند ایمپلنت‌های قلبی-عروقی (استنت) و ایمپلنت‌های ارتوپدیک هستند. بیشترین کاربرد بالقوه ای که این مواد ارائه می‌دهند، استفادهٔ آن‌ها در مورد آخر، یعنی برای ایمپلنت‌های ارتوپدیک است. فلزات زیست‌جذب‌پذیر قادر هستند بارهایی که موجب تخریب پلیمرهای زیست‌جذب‌پذیر کنونی می‌شوند را تحمل کنند. همچنین نسبت به سرامیک‌های زیستی که ترد و شکننده هستند، قابلیت تغییر شکل بهتری دارند. ایمپلنتی که به خوبی طراحی شده باشد، می‌تواند تکیه گاه مکانیکی لازم (با استفاده از استحکام بخشی از طریق آلیاژسازی و فلزکاری) برای مناطق مختلف بدن را ارائه دهد و بنابراین بار در طول زمان به بافتی که ایمپلنت را احاطه کرده انتقال پیدا می‌کند و باعث درمان بافت و کم کردن اثر کاهش چگالی استخوان (stress shielding) می‌شود.

## سمی بودن محصولات حاصل از خوردگی
با وجود اینکه همهٔ عناصر موجود در فلزات زیست‌جذب‌پذیر، زیست سازگار هستند، ریخت‌شناسی (مورفولوژی) و ترکیب (ترکیب عناصر) مواد حاصل از تخریب ممکن است واکنش‌های ناسازگاری در بدن داشته باشند. به علاوه، تحول سریع گاز هیدروژن همراه با تخریب آلیاژهای منیزیم ممکن است مشکلات دیگری دردرون‌جانداری (in vivo)ایجاد کند. پس این موضوع بسیار حیاتی است که خوردگی هر ایمپلنت و محصولات حاصل از آن به‌طور کامل درک شوند. همچنین باید به سمی بودن و قابلیت اشتعال این نوع فلزات توجه شود. با این وجود، مقدار محصولات اضافی حاصل از خوردگی ایمپلنت‌های منیزیمی به سرعت توسط بدن دفع می‌شوند.

## رویکردهای فلزات زیست‌جذب‌پذیر

### تکیه گاه مکانیکی
خواص مکانیکی فلز از نوع، طرح و فرایند تولید آن مشخص می‌شود. مواد زیست‌جذب‌پذیر باید تکیه گاه مناسب مکانیکی را در طی فرایند درمان ارائه دهند. کلیت مکانیکی مواد زیست‌جذب‌پذیر در طول درمان و برای زمانی مشخص تا قبل از جذب شدن باید حفظ شود که این موضوع با مشاهده خوردگی در آزمایش‌های درون‌کشتگاهی (in vitro) مشخص می‌شود.

### خوردگی
فلزات زیست‌جذب‌پذیر باید در محیط پیچیده فیزیولوژیکی بدن انسان، جذب شوند که سرعت این جذب باید با مراحل درمان مطابقت داشته باشد. محصولات خوردگی باید از بدن دفع شوند و آسیبی به بافت‌ها وارد نکنند یا در جایی از بدن جمع نشوند.

## نامزدهای بالقوه برای فلزات زیست‌جذب‌پذیر
با وجود اینکه همهٔ فلزات در داخل بدن توسط خوردگی تخریب و ناپدید می‌شوند، اما مواد زیست‌جذب‌پذیر واقعی باید نرخ تخریب خوبی داشته باشند تا در زمان پیش بینی شده با توجه به کارکرد آنها، جذب شوند. همچنین محصولات حاصل از خوردگی برای جلوگیری از خواص سمی و قابلیت اشتعال آن‌ها، از بدن دفع شوند.

### منیزیم
شاید فلزی از این دسته که بیشترین تحقیقات بر روی آن انجام شده‌است، منیزیم است. این فلز اولین بار در سال ۱۸۷۸ میلادی توسط فیزیکدان، ادوارد هوس (Edward C. Huse) به شکل سیم برای بند آوردن خونریزی مورد استفاده قرار گرفت. توسعه این ماده در دههٔ ۱۹۲۰ میلادی ادامه پیدا کرد. اما بعد از تحقیقات انجام گرفته، این فلز به دلیل کارکرد ضعیف آن (وجود ناخالصی‌ها باعث افزایش شدید خوردگی می‌شود) از تحقیقات خارج شد. در اواخر دههٔ ۱۹۹۰ میلادی، دوباره علاقه به تحقیقات در بارهٔ این فلز قوت گرفت. دلیل آن در دسترس بودن منیزیم با درجهٔ خلوص بسیار بالا بود که باعث افزایش طول عمر منیزیم در بدن می‌شود. با وجود اینکه منیزیم خواص زیست سازگاری خوبی دارد، اما نرخ خوردگی بالای آن تحت وضعیت PH فیزیولوژیکی، باعث کاهش زیست سازگاری ایمپلنت ساخته شده از آن در نزدیکی سطوح ایمپلنت می‌شود.

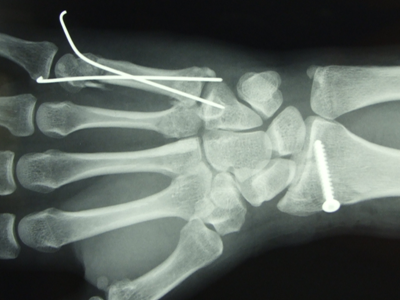
کار گذاشتن ایمپلنت منیزیمی زیست‌جذب‌پذیر برای درمان شکستگی استخوان دست

امروزه تحقیقات بر روی منیزیم بر کاهش و کنترل نرخ تخریب آن متمرکز شده‌اند.

### آهن
بیشتر تحقیقات انجام شده بر روی آلیاژهای پایه آهنی، بر روی کاربردهای قلبی-عروقی مانند استنت‌ها متمرکز شده‌اند. اما این فلز در حوزهٔ فلزات زیست‌جذب‌پذیر، توجه کمتری را نسبت به منیزیم جلب کرده‌است.

### روی
کارهای کمی در مورد استفاده از آلیاژهای پایهٔ روی برای استفاده به عنوان مادهٔ زیست‌جذب‌پذیر در بدن، انجام شده‌است. نرخ خوردگی آن بسیار پایین است و دارای خواص سمی است.